# Libre flotación
Esto indica que el tipo de cambio flote libremente en el mercado e implica que el gobierno se abstendrá de manipularlo, de tal manera que el precio del dólar se fije por la interacción entre la oferta y la demanda. Ya que de un día para otro y conforme a los indicadores económicos y lo que ocurra en la bolsa de valores, se mantendrá la libre flotación.